# (5683) Bifukumonin
(5683) Bifukumonin (1990 UD) – planetoida z grupy pasa głównego asteroid okrążająca Słońce w ciągu 3,29 lat w średniej odległości 2,21 j.a. Odkryta 19 października 1990 roku.